# Etiennea madagascariensis
Etiennea madagascariensis är en insektsart som beskrevs av Hodgson 1991. Etiennea madagascariensis ingår i släktet Etiennea och familjen skålsköldlöss.
Artens utbredningsområde är Madagaskar. Inga underarter finns listade i Catalogue of Life.